# Bernd Lünser

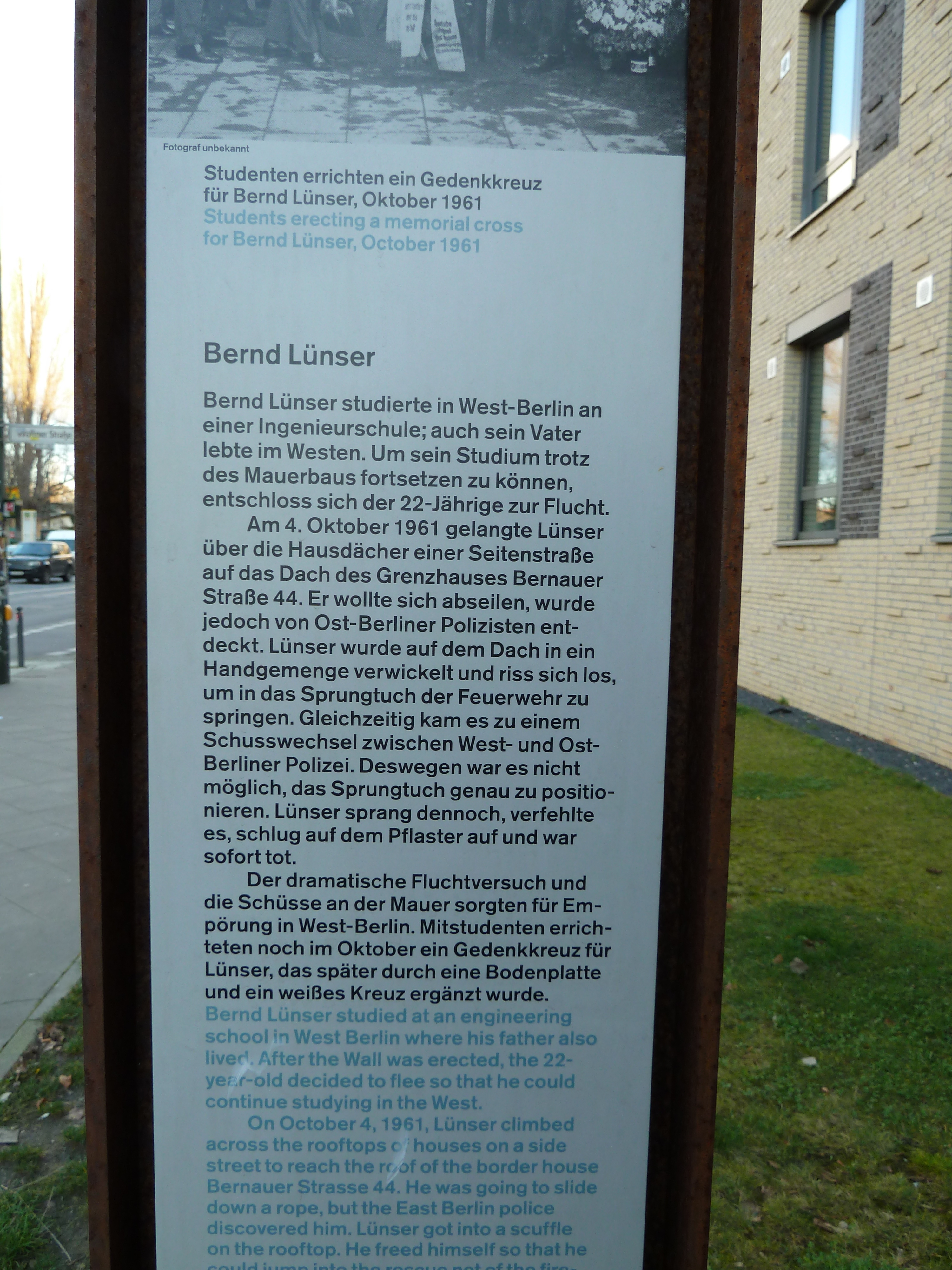
Tablica pamiątkowa przy Bernauer Straße 44

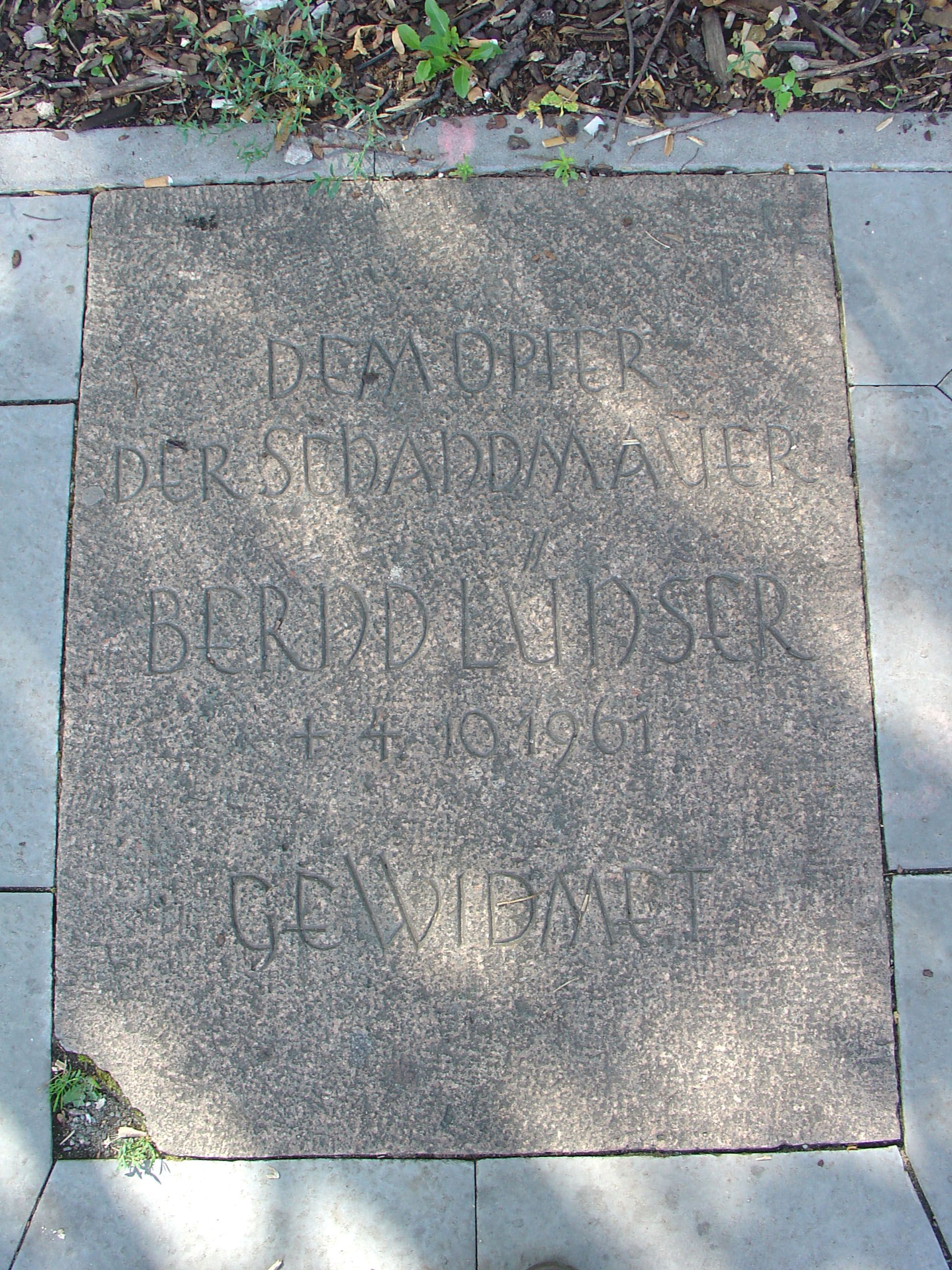
Tablica pamiątkowa przy Bernauer Straße

Bernd Lünser (ur. 11 marca 1939 w Berlinie, zm. 4 października 1961 tamże) – ofiara śmiertelna Muru Berlińskiego zmarła wskutek obrażeń odniesionych w wypadku podczas ucieczki do Berlina Zachodniego.

## Życiorys

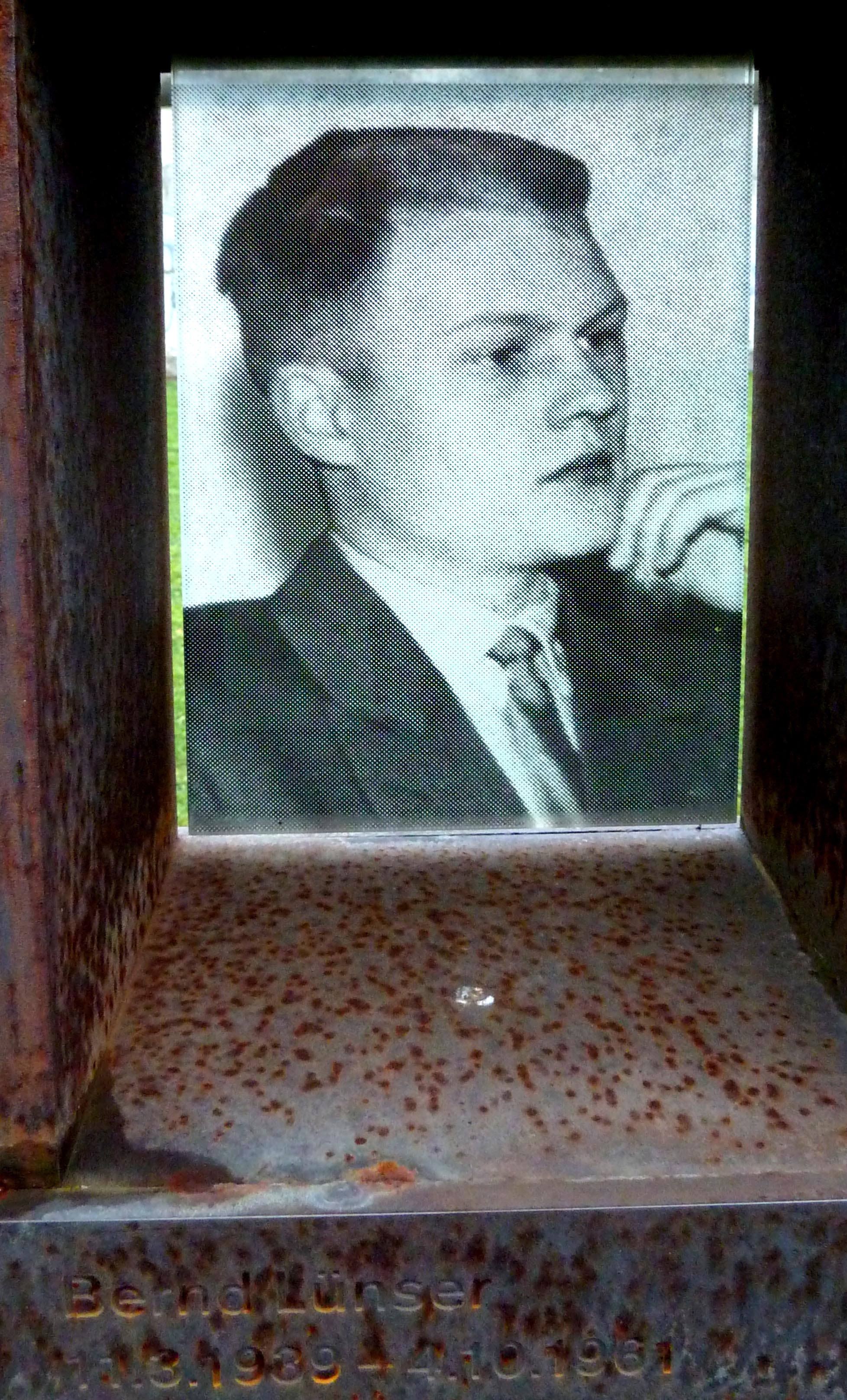
Bernd Lünser w oknie pamięci, Pomnik Muru Berlińskiego, Bernauer Straße

Urodzony w Berlinie Bernd Lünser dorastał w dzielnicy Friedrichshain. Rodzice rozwiedli się, ojciec przeprowadził się do Berlina Zachodniego. Po zdaniu matury Lünser rozpoczął kształcenie na robotnika budowlanego w jednym z zakładów przemysłowych Berlina Wschodniego, po czym podjął studia inżynierskie w Państwowej Szkole Budowlanej (Staatliche Ingenieurschule für Bauwesen) w zachodnioberlińskiej dzielnicy Neukölln. Lünser mieszkał oczywiście nadal w Berlinie Wschodnim, w związku z czym poprzez budowę muru został zmuszony do przerwania studiów. Do momentu rozpoczęcia semestru zimowego 1961/1962 miał zamiar przedostać się do Berlina Zachodniego.
Wieczorem 4 października 1961 r. udał się na Bernauer Straße. Północna część tej ulicy należała do Berlina Zachodniego, podczas gdy jej południowy odcinek przebiegał przez wschodnią część miasta. W celu zapobieżenia ucieczek władze NRD podjęły decyzję o opróżnieniu znajdujących się w pasie granicznym budynków mieszkalnych oraz zamurowaniu ich drzwi i okien. W tym właśnie miejscu doszło do wielu ucieczek, tutaj m.in. 26 września odniosła śmiertelne obrażenia Olga Segler. Bernd Lünser wspiął się na dach domu przy Swinemünder Straße i ruszył podążając przez dachy innych budynków ku Bernauer Straße, aby opuścić się tam przy pomocy liny do suszenia bielizny. Pomimo daleko idącej ostrożności został odkryty przez dwóch żołnierzy straży granicznej, którzy niezwłocznie wszczęli pościg. Lünser zaczął biec wzywając pomocy ze strony Berlina Zachodniego. Zaalarmowana krzykami tamtejsza straż pożarna rozpięła płachtę ratunkową i zajęła pozycję przed budynkiem z numerem 44. W międzyczasie Lünser uwikłał się w szamotaninę z jednym ze ścigających go żołnierzy, wskutek czego obaj ześlizgnęli się na kant dachu. Ostatecznie Lünser zdołał uwolnić się z uchwytu żołnierza i zeskoczył, lądując jednak nieszczęśliwym zbiegiem okoliczności obok rozpiętej przez strażaków płachty. Uderzenie o bruk okazało się śmiertelne. Podczas pościgu żołnierze straży granicznej NRD oddali kilka strzałów, które częściowo trafiły w budynki stojące po stronie zachodniej, w związku z czym tamtejsza policja również odpowiedziała ogniem. Zbieg okoliczności sprawił, iż przy okazji tej trafiony został w udo szamoczący się z Lünserem żołnierz, co wobec sporu pomiędzy obiema częściami miasta zaowocowało wzajemnym przypisywaniem sobie winy.
Po zjednoczeniu Niemiec sprawa została zbadana na nowo, choć wielu okoliczności nie zdołano wyjaśnić do końca. Proces jednego z biorących udział w pościgu żołnierzy zakończył się uniewinnieniem. Nie udowodniono również przyjętej przed laty (dzięki rzekomym naocznym świadkom) tezy, jakoby w ucieczce uczestniczyć miała jeszcze inna osoba. Zwłoki pochowano na cmentarzu miejskim w dzielnicy Steglitz. O okolicznościach śmierci Lünsera informuje dziś zamontowana w miejscu wypadku tablica pamiątkowa.